# Литовський талон
Литовські талони, загальні талони (неофіційна назва «вагнорки») — тимчасові гроші, введені в Литві як платіжний засіб спочатку паралельно, а потім замість радянського рубля.
Назвою (літ. vagnorkės; менш популярна інша назва žvėriukai — «звірятка») зобов'язані прізвищу прем'єр-міністра Литви з 13 січня 1991 до 21 липня 1992 року Гедімінаса Вагнорюса.
Були введені в обіг 5 серпня 1991 року і з 1 жовтня 1992 оголошені єдиним законним засобом платежу в Литовській Республіці. Таким чином Литва вийшла з рублевої зони.

## Випуск 1991 року
На «вагнорках» вміщено зображення фауни Литви (випуск 1991 року):
- 1 — ящірки
- 3 — сірі чаплі
- 5 — сокіл
- 10 — куниці-білодушки
- 25 — рись
- 50 — лось
- 100 — зубр

Випускалися розмінні частини талонів — 0,10 і 0,50 талону. У повторному випуску додали напис про покарання за підробку і була введена ще одна розмінна частина — 0,20 талонів.

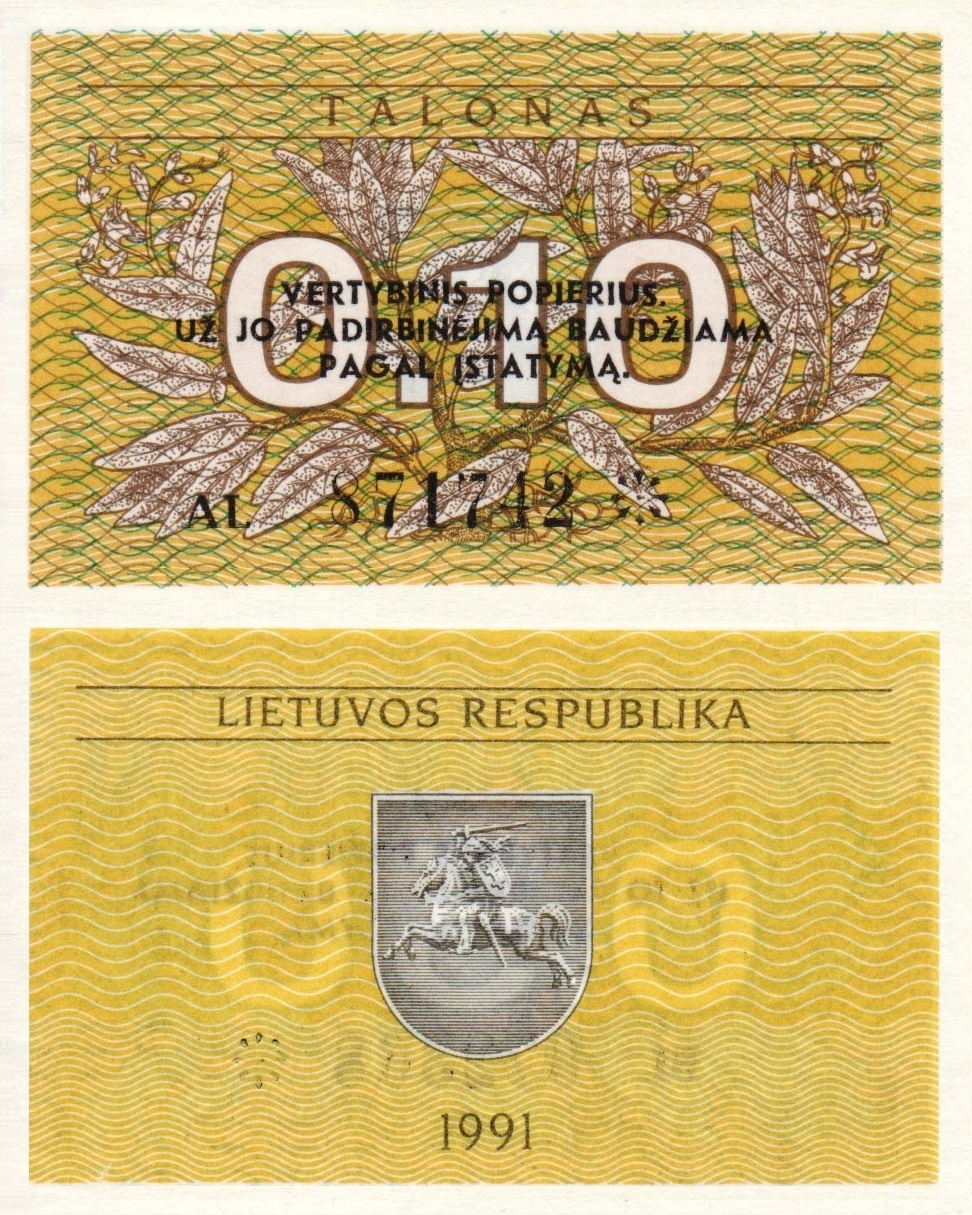
0,10 талону
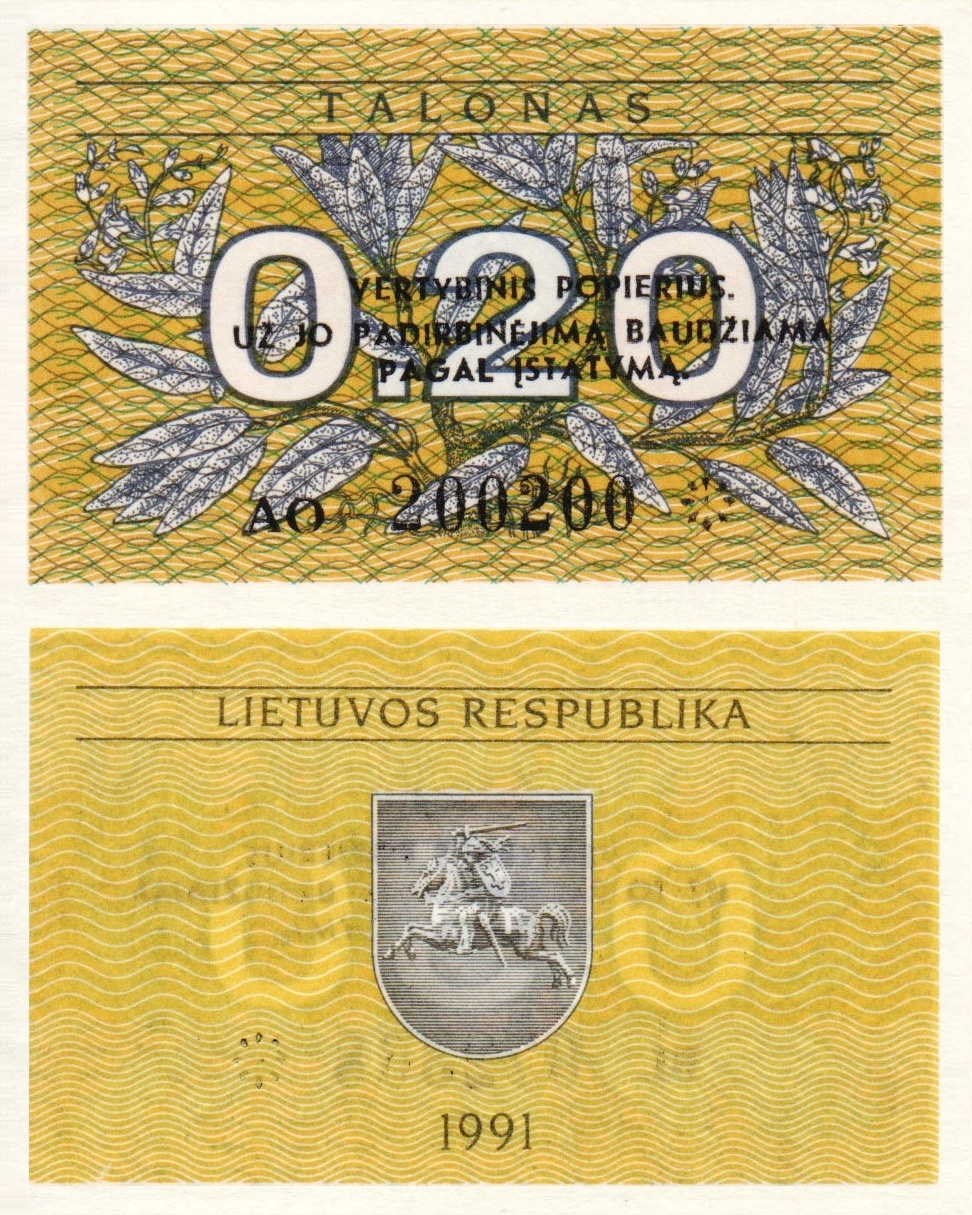
0,20 талону
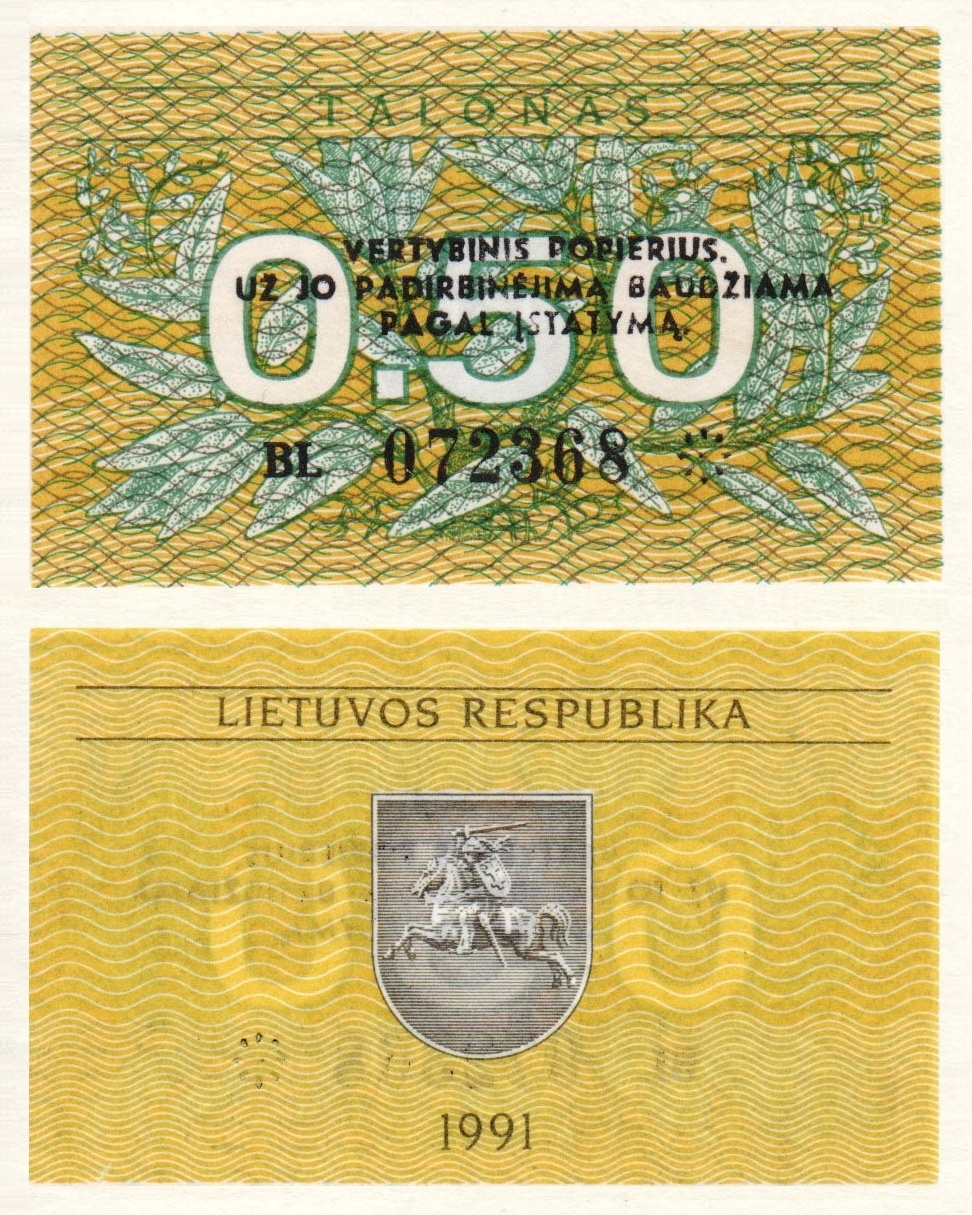
0,50 талону
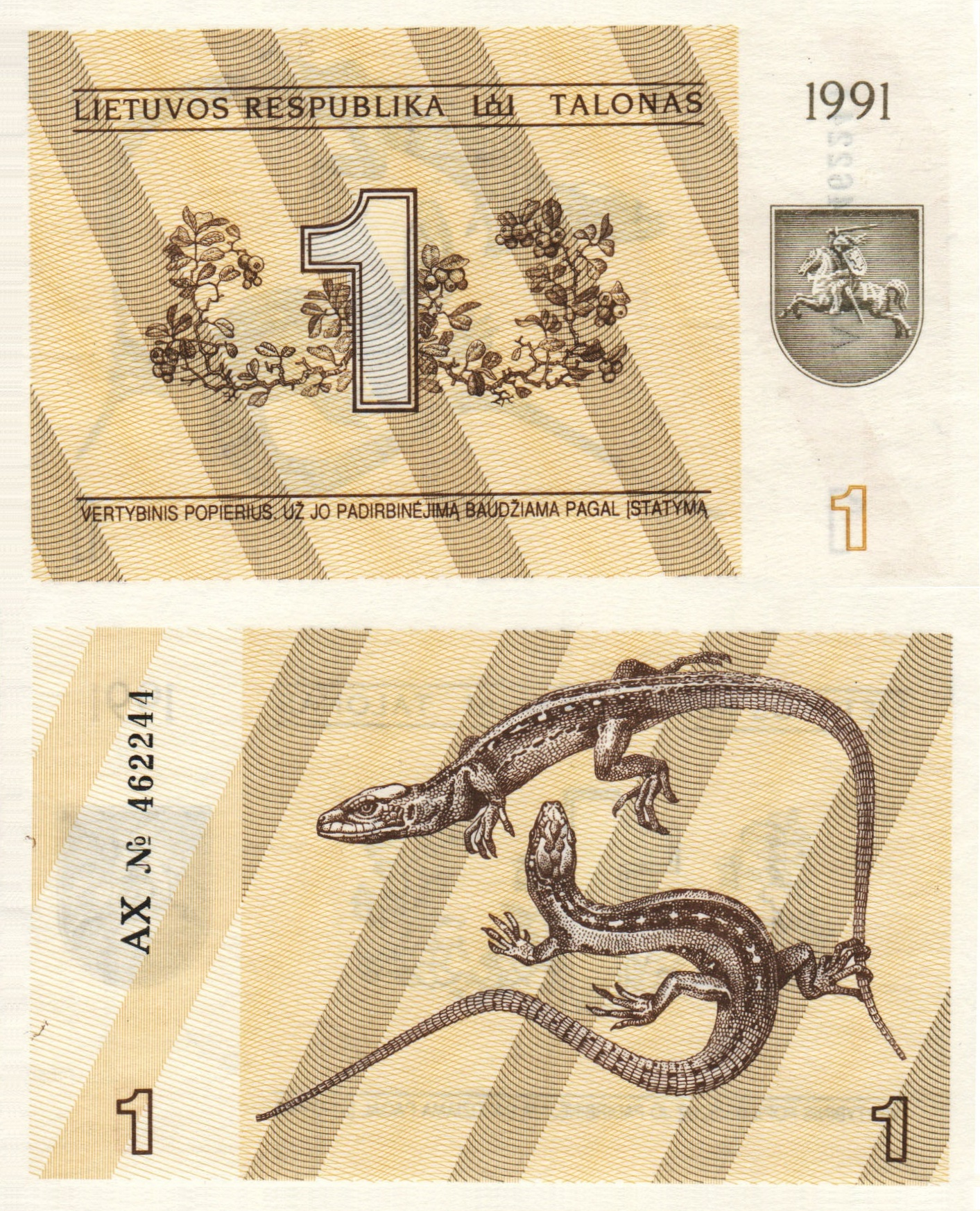
1 талон
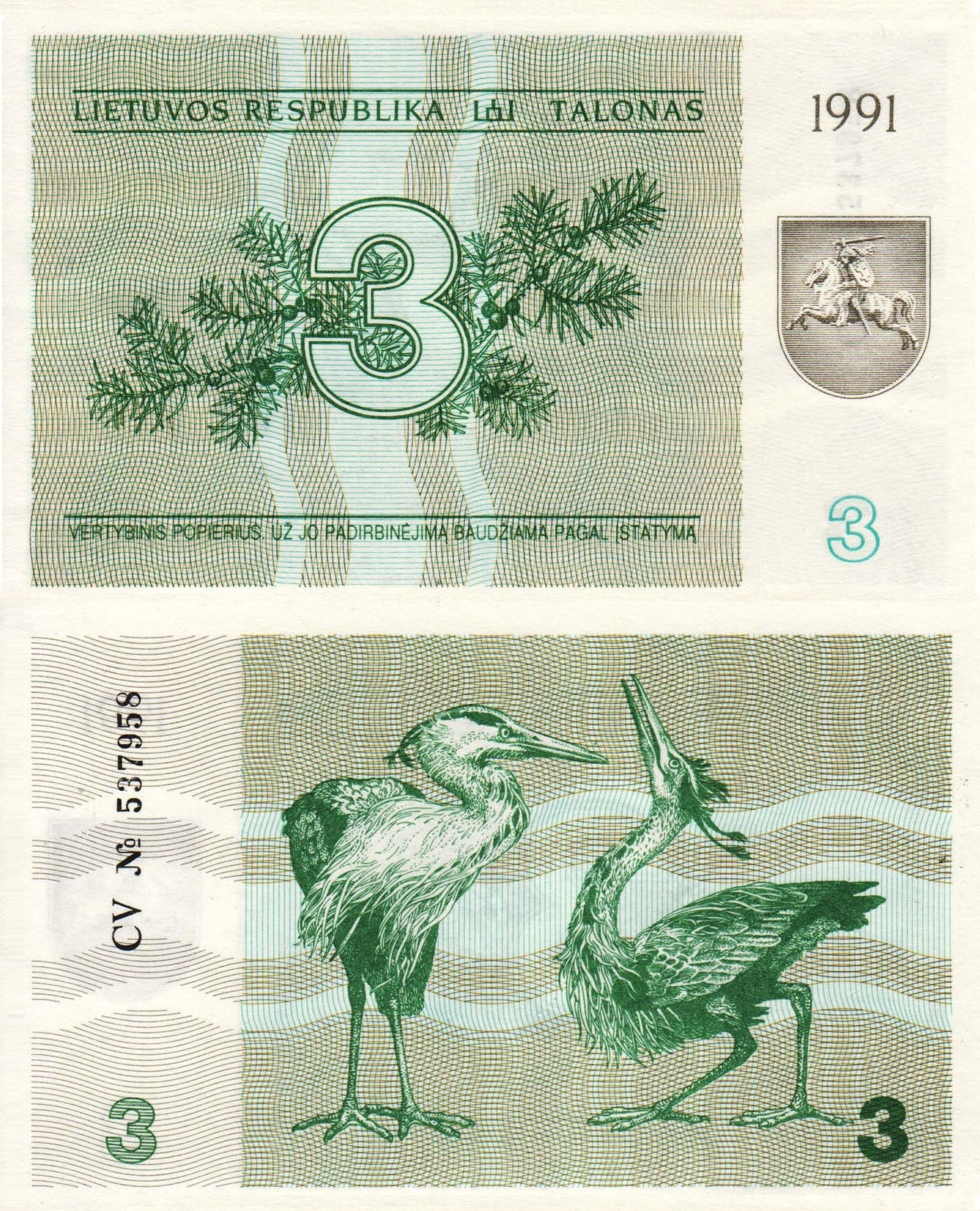
3 талони
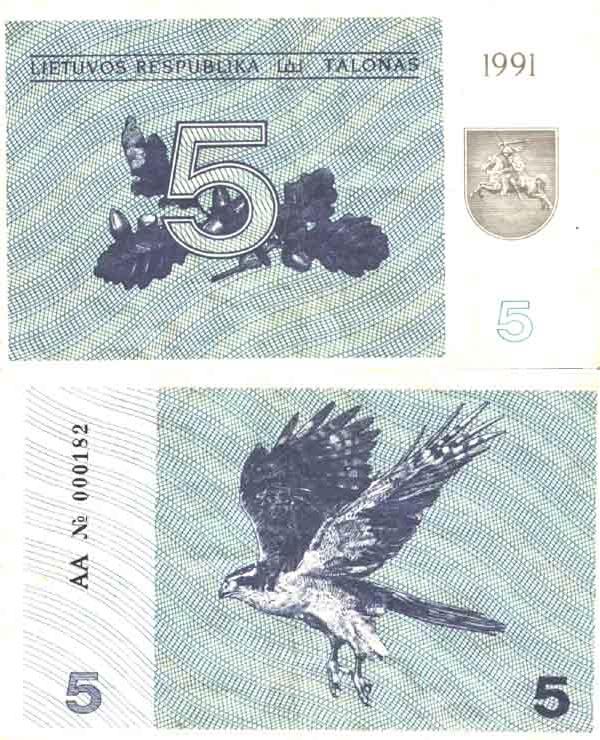
5 талонів
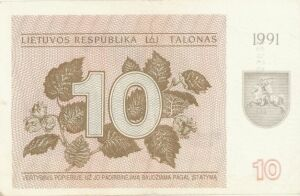
10 талонів (аверс)
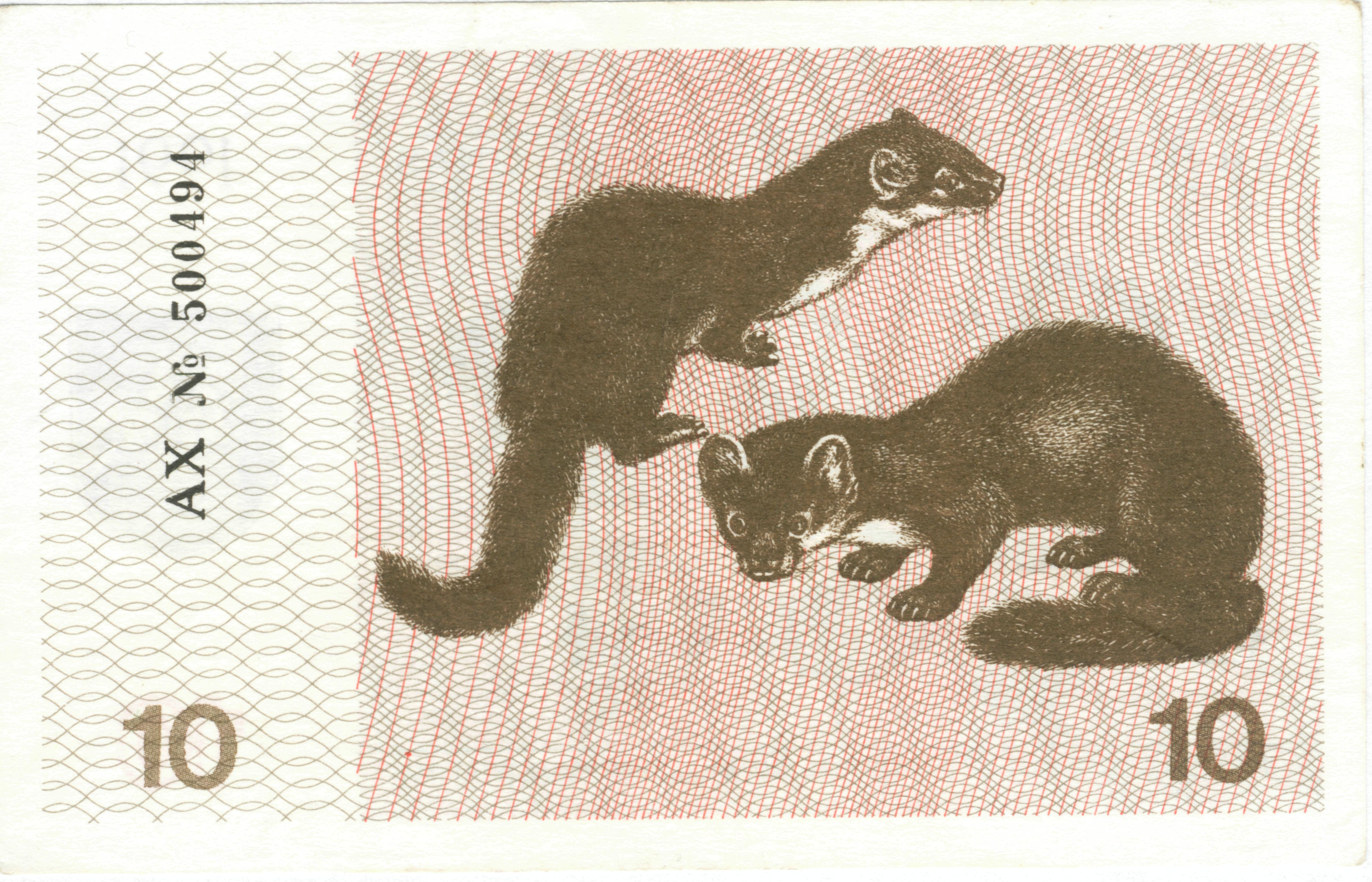
10 талонів (реверс)
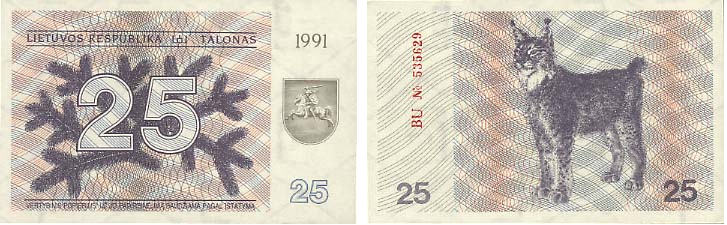
25 талонів
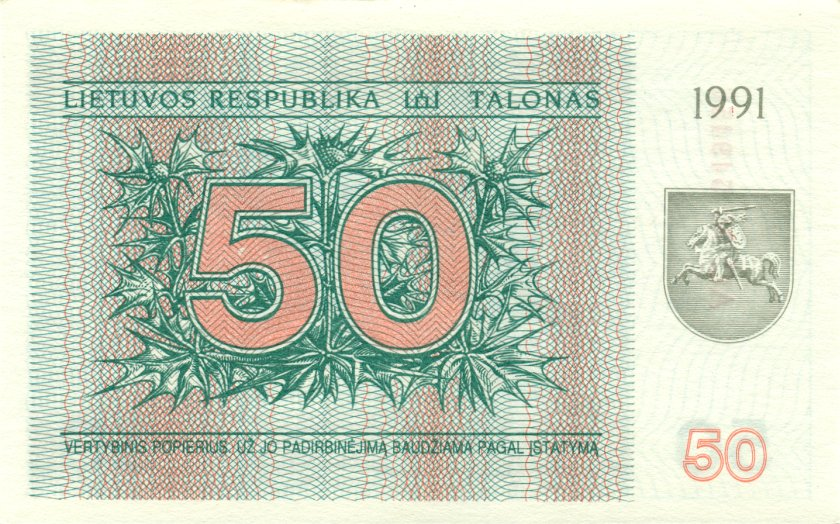
50 талонів (аверс)
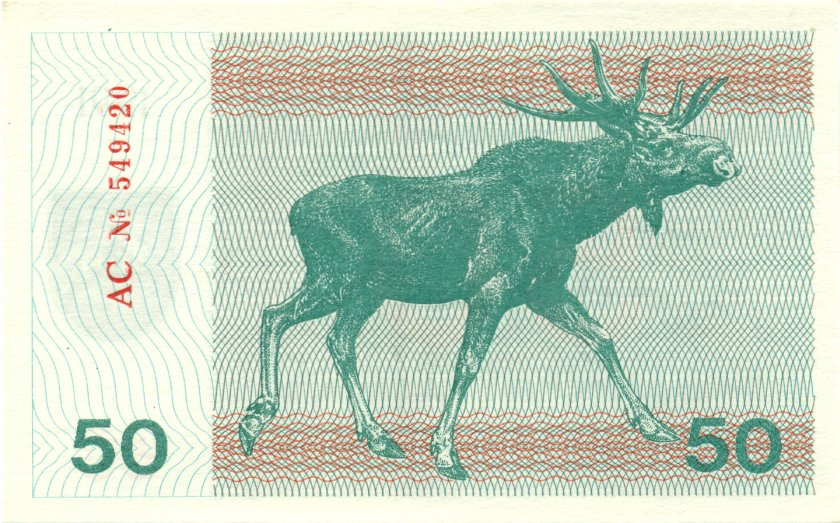
50 талонів (реверс)
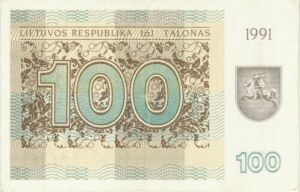
100 талонів (аверс)
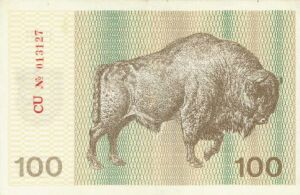
100 талонів (реверс)

## Випуск 1992 року
У 1992 році випущені талони нового зразка — меншого розміру і з іншим малюнком:
- 1 — чайки
- 10 — зозуля в гнізді
- 50 — токуючий глухар
- 100 — видри
- 200 — олені
- 500 — ведмідь

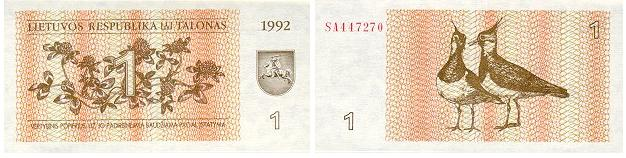
1 талон
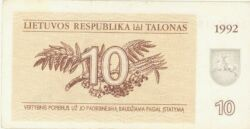
10 талонів (аверс)
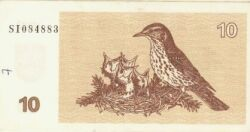
10 талонів (реверс)
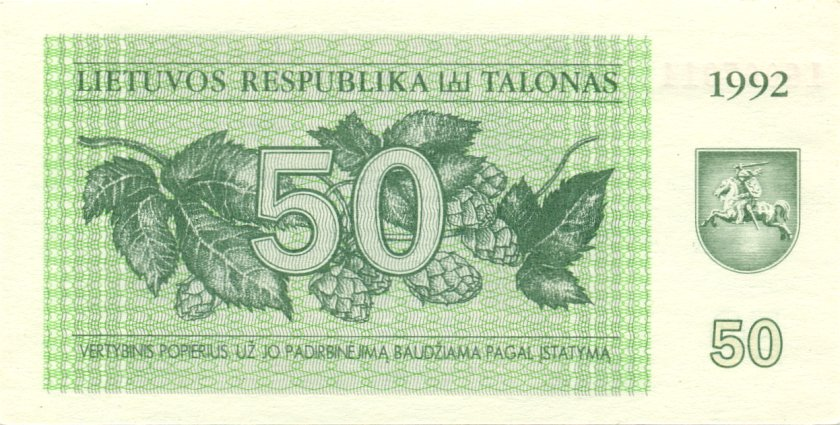
50 талонів (аверс)
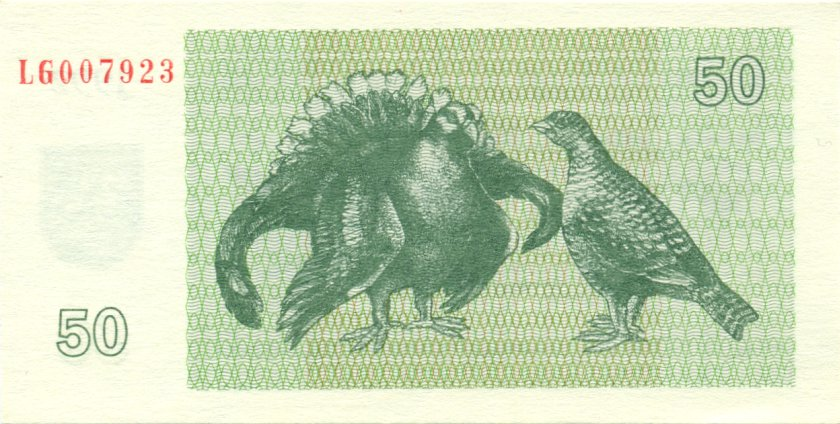
50 талонів (реверс)
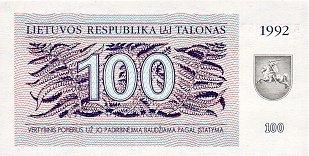
100 талонів (аверс)
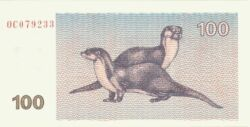
100 талонів (реверс)
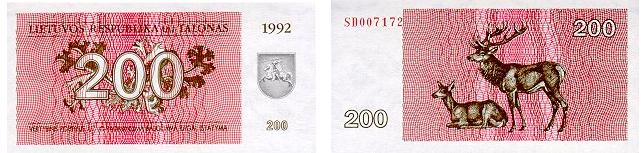
200 талонів
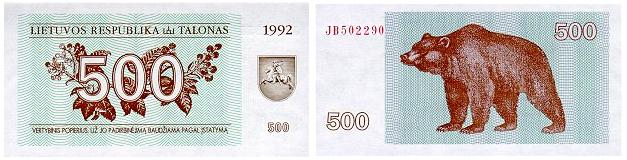
500 талонів

## Випуск 1993 року
На початку 1993 року були випущені модифікації:
- 200 — олені
- 500 — вовки

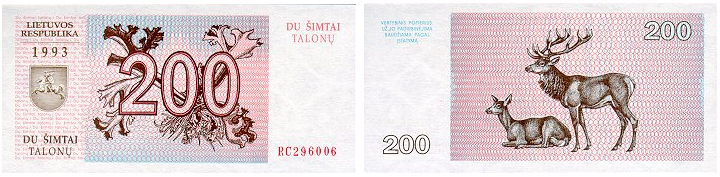
200 талонів
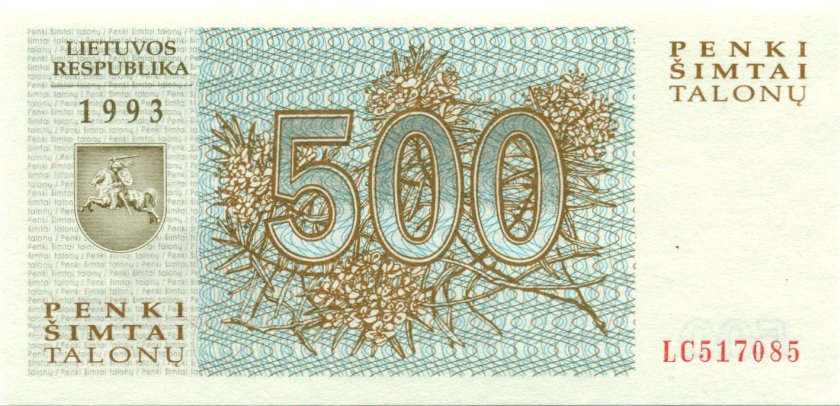
500 талонів (аверс)
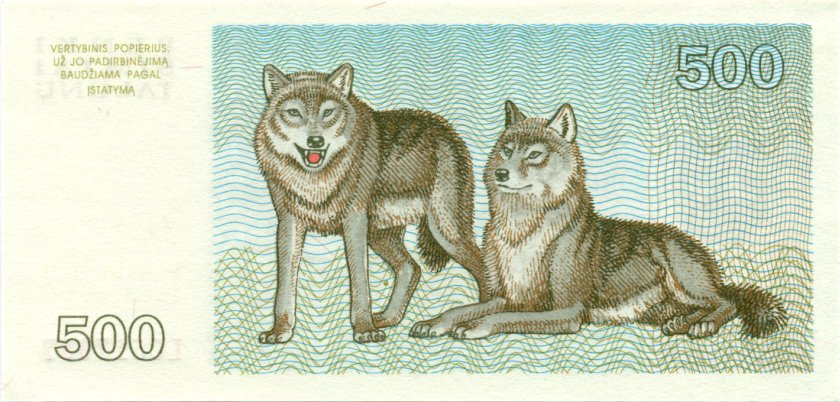
500 талонів (реверс)

«Вагнорки» відрізнялися примітивністю виготовлення і низьким рівнем захисту від підробок.
Після введення в обіг 25 червня 1993 року літа талони обмінювали в співвідношенні 100 : 1. Загальні талони перебували в обігу до 20 липня 1993 року.